# Iulius Maximus

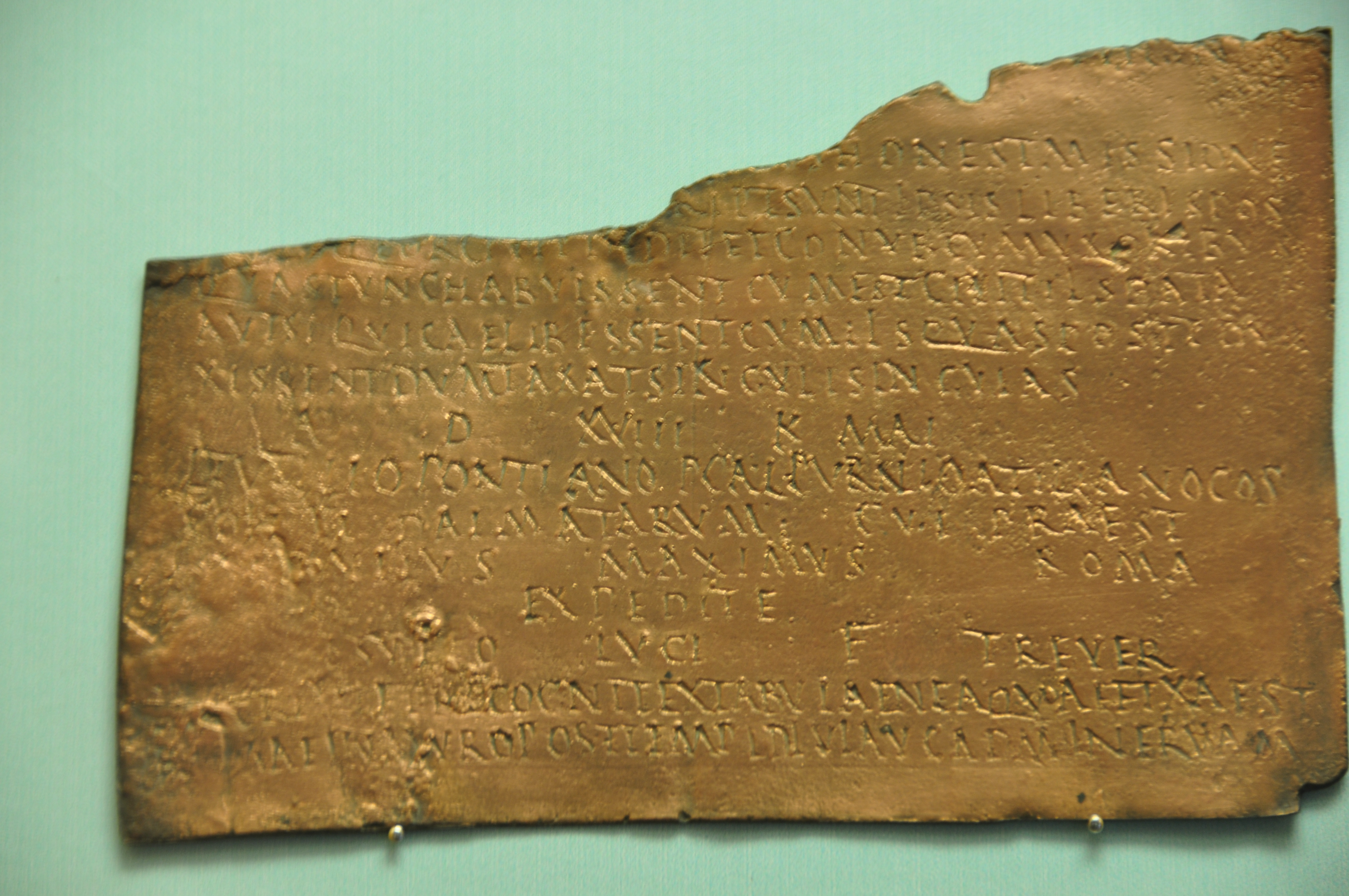
Das Militärdiplom vom 14. April 135

Iulius Maximus (sein Praenomen ist nicht bekannt) war ein im 2. Jahrhundert n. Chr. lebender Angehöriger des römischen Ritterstandes (Eques).
Durch ein Militärdiplom, das auf den 14. April 135 datiert ist, ist belegt, dass Maximus 135 Kommandeur der Cohors II Delmatarum war, die zu diesem Zeitpunkt in der Provinz Britannia stationiert war.